# 張汝洽
張汝洽（?—?），甘肅省鞏昌府會寧縣人，清朝政治人物、同進士出身。
光緒九年（1883年），参加癸未科殿試，登進士三甲157名。同年五月，著交吏部掣签分发各省，以知县即用。